# 五木村立五木西小学校
五木村立五木西小学校（いつきそんりつ いつきにししょうがっこう）は、かつて熊本県球磨郡五木村にあった公立の小学校。
2009年（平成21年）3月末をもって閉校し、「五木村立五木東小学校」に統合された。

## 概要
歴史
1875年（明治8年）「中村小学校」として創立。2009年（平成21年）に閉校し、134年の歴史に幕を下ろした。
校章
中央に校名の「西小」の文字（縦書き）を配している。
校歌

## 沿革

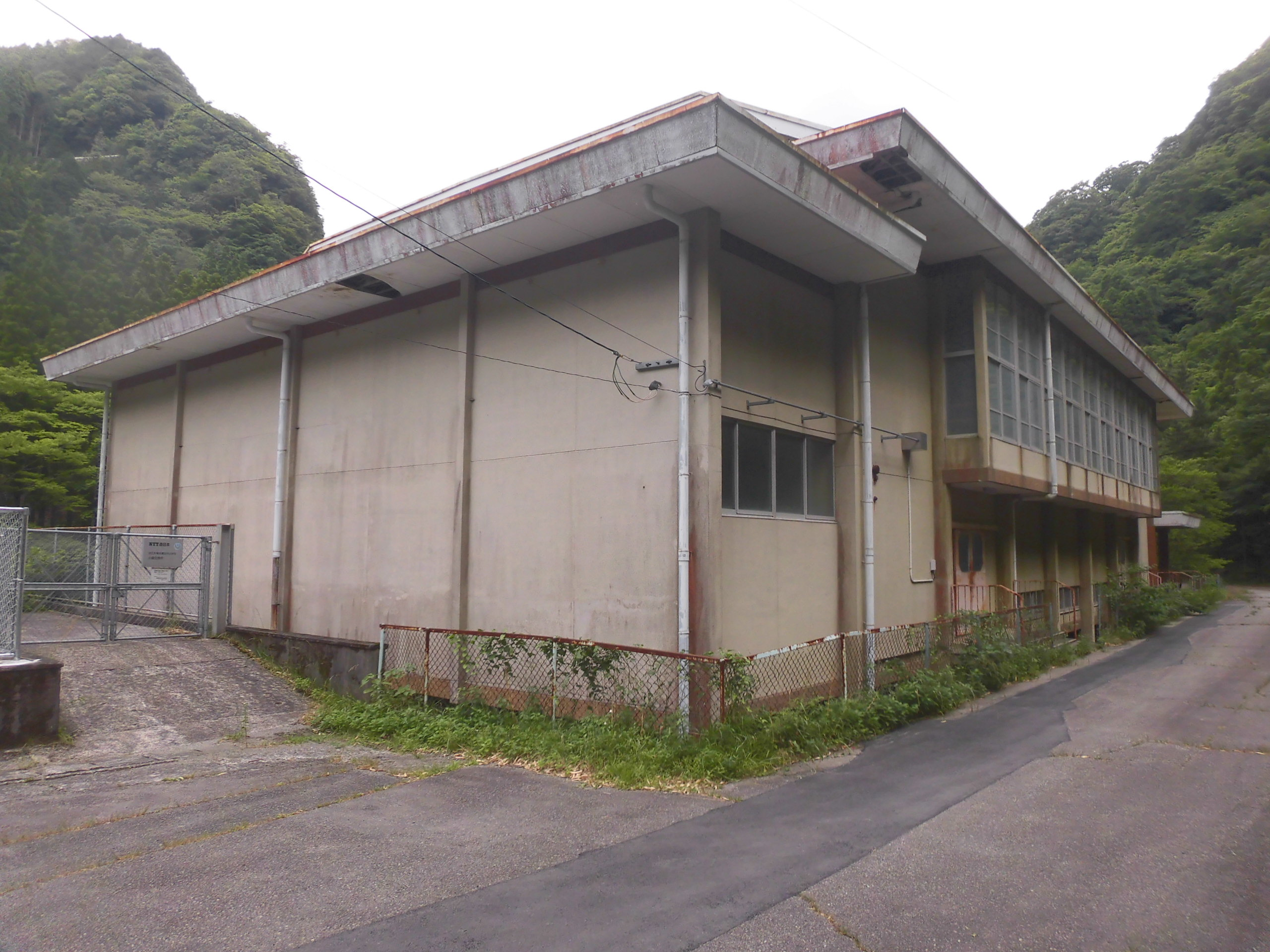
五木西小 体育館
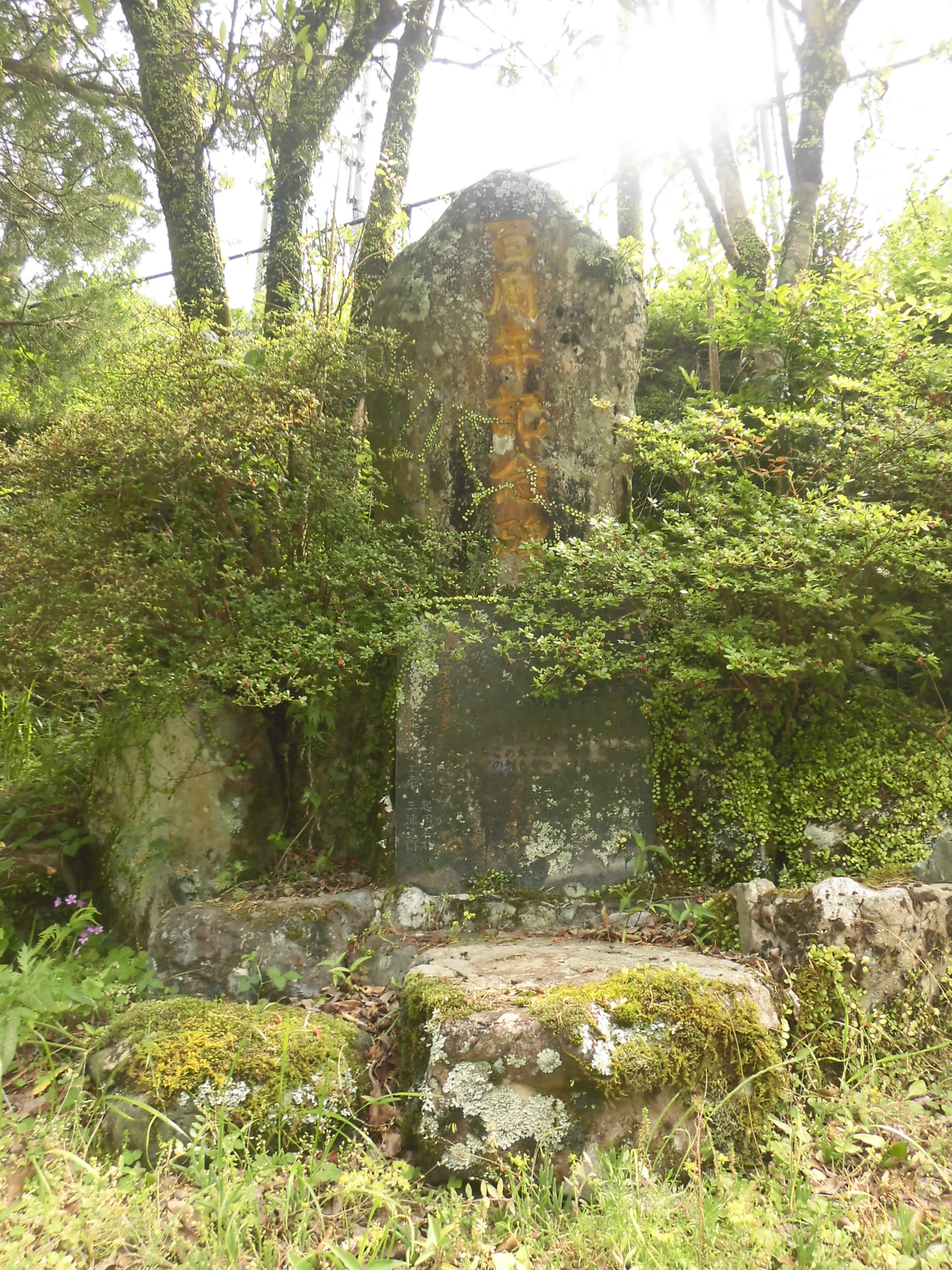
五木西小 創立100周年記念碑
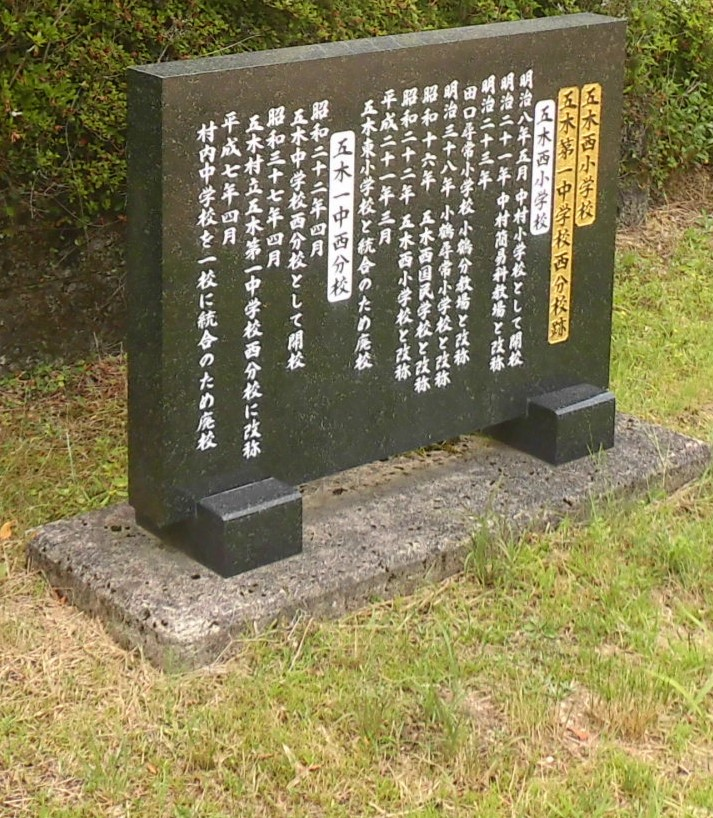
五木西小 閉校記念碑

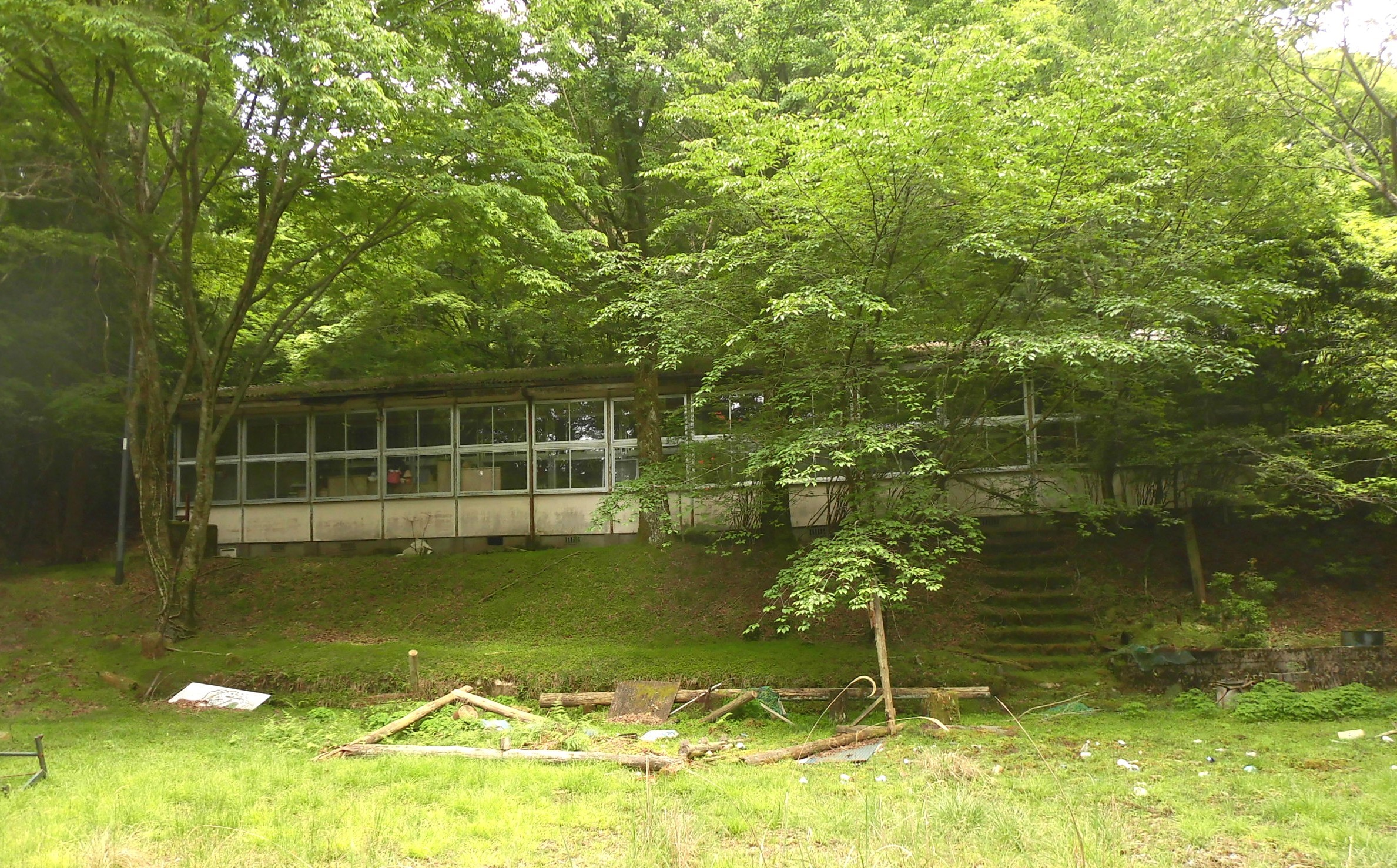
端海野分校 校舎
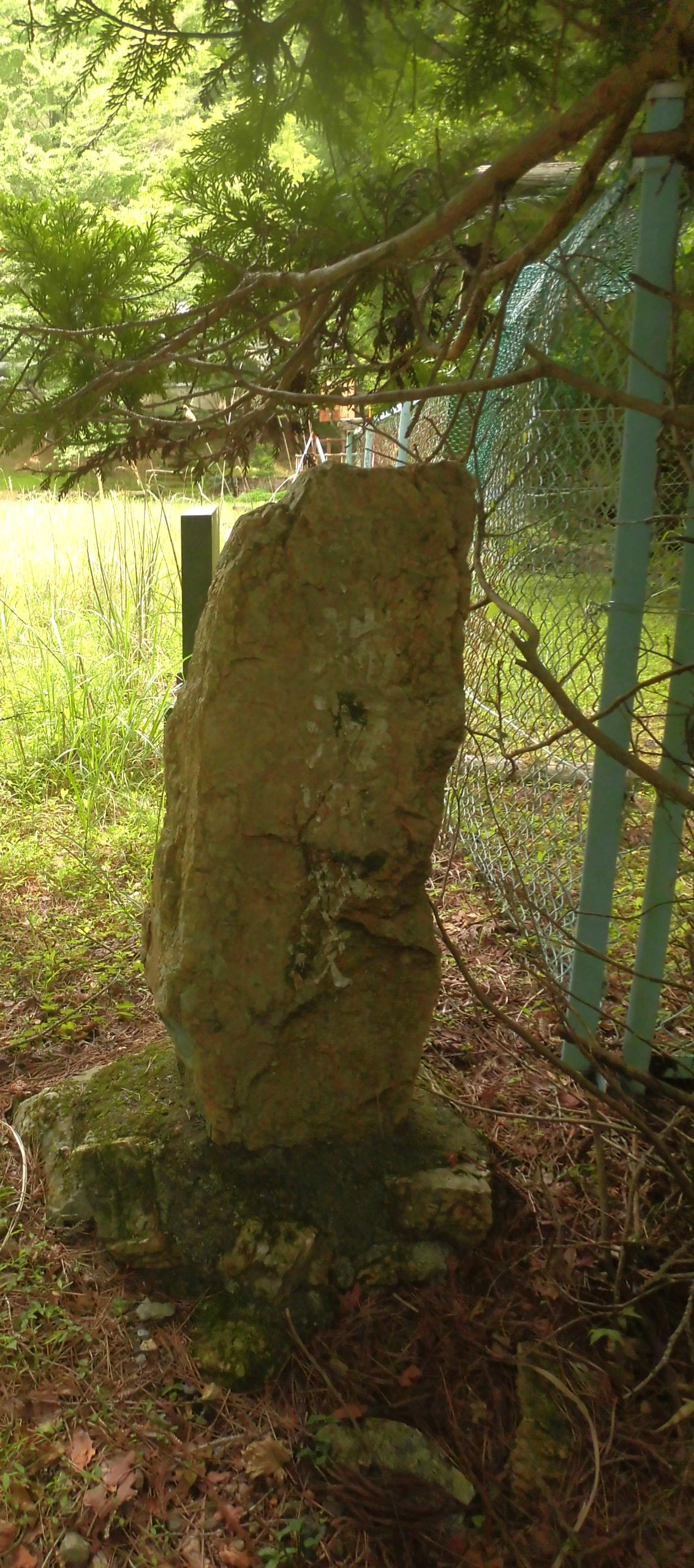
端海野分校 校門門柱
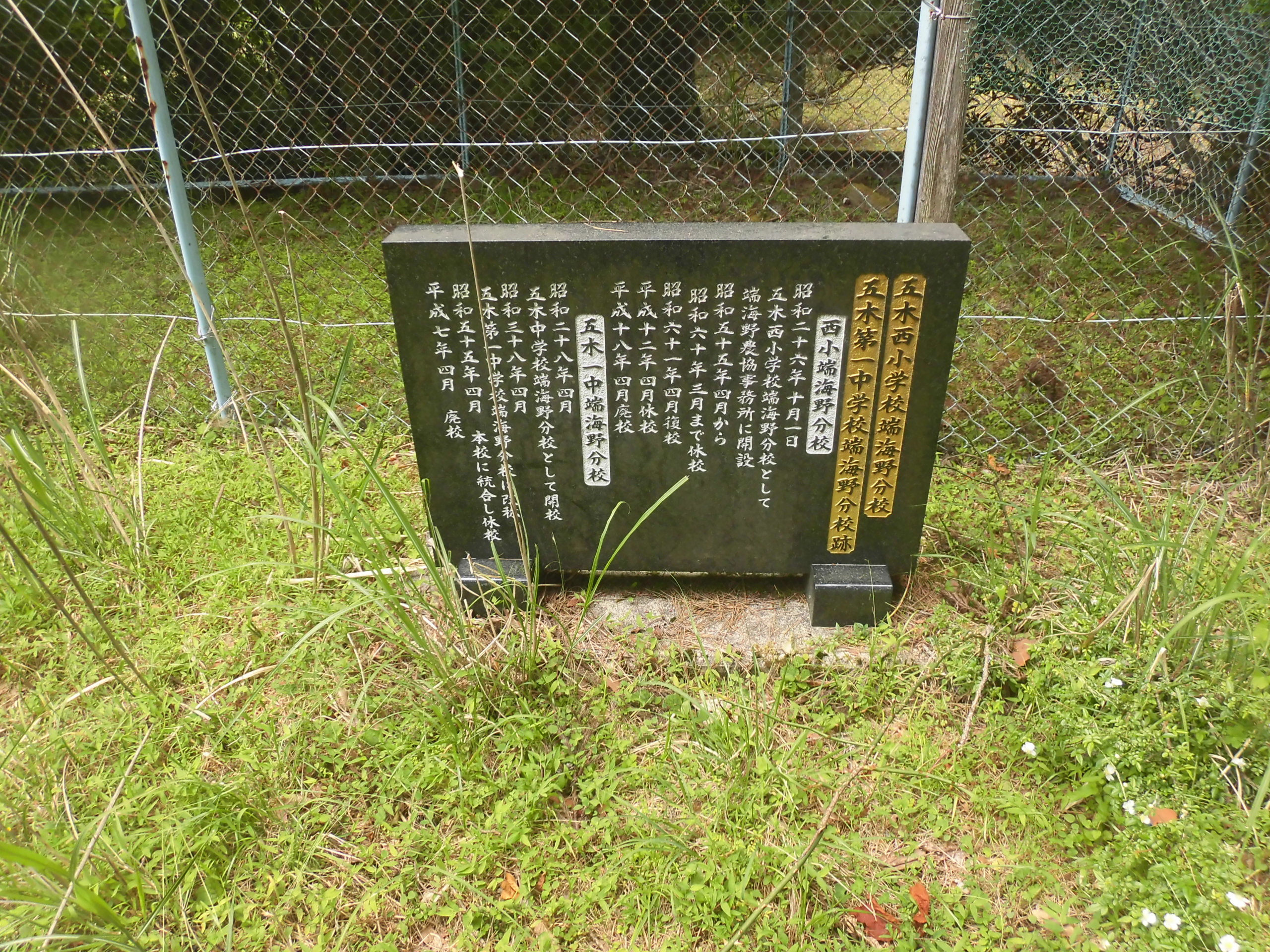
端海野分校 閉校記念碑

- 1875年（明治8年） - 五木村字小鶴に校舎創設。「中村小学校」と改称。
- 1879年（明治12年）- 校舎を新築。
- 1885年（明治18年）- 暴風により校舎が倒壊。
- 1888年（明治21年）- 小学校令施行により、簡易科を設置の上、「中村小学簡易科教場」（簡易小学校）と改称。
- 1890年（明治23年）- 統合により「尋常田口小学校 小鶴分教場」となる。
- 1892年（明治25年）-「田口尋常小学校 小鶴分教場」に改称。
- 1903年（明治36年）-「頭地尋常小学校 小鶴分教場」に改称。
- 1904年（明治37年）- 頭地尋常小学校から分離の上、「小鶴尋常小学校」として独立。
- 1908年（明治41年）4月 - 改正小学校令により、尋常科（義務教育年限）が4年制から6年制に改められる。尋常科5年を新設。
- 1909年（明治42年）4月 - 尋常科6年を新設。
- 1910年（明治43年）- 木造新校舎が完成。
- 1922年（大正11年）4月 - 平瀬分教場を設置。
- 1937年（昭和12年）4月 - 「五木西尋常小学校」と改称。
- 1941年（昭和16年）4月1日 - 国民学校令施行により、「五木村五木西国民学校」と改称。尋常科を初等科に改める。
- 1947年（昭和22年）- 学制改革が行われる（六・三制の実施）。
  - 4月1日 - 国民学校初等科は、新制小学校「五木村立五木西小学校」（最終名）と改称。
  - 4月 - 国民学校高等科は青年学校普通科とともに、新制中学校「五木村立五木中学校西分校」に改組・改称の上、小学校に併設される。
- 1951年（昭和26年）10月 - 端海野分校を設置[1]。
- 1955年（昭和30年）4月1日 - 平瀬分校を五木村立五木東小学校へ移管。
- 1962年（昭和37年）- 中学校分校が「五木村立五木第一中学校西分校」に改称。
- 1973年（昭和48年）11月 - 鉄筋コンクリート造3階建ての新校舎が完成[2]。
- 1974年（昭和49年）11月 - プールが完成[2]。
- 1975年（昭和50年）10月 - 創立100周年記念式典を挙行[2][3]。
- 1978年（昭和53年）3月 - 体育館が完成[4]。
- 1980年（昭和55年）4月1日 - 端海野分校を休校とする。
- 1986年（昭和61年）4月1日 - 端海野分校を再開（6年ぶり）。
- 1995年（平成7年）3月31日 - 五木村立五木中学校への統合のため、五木村立五木第一中学校西分校が閉校。
- 2000年（平成12年）4月1日 - 端海野分校を再び休校とする。
- 2006年（平成18年）3月31日 - 端海野分校を閉校。
  - 最終所在地（端海野分校）- 熊本県球磨郡五木村乙端海野1561番地2（北緯32度29分19.2秒 東経130度47分57.4秒 / 北緯32.488667度 東経130.799278度）
- 2009年（平成23年）3月31日 - 五木村立五木東小学校への統合により閉校。
  - 最終所在地（五木西小学校）- 熊本県球磨郡五木村丙小鶴321番地1（北緯32度26分46.2秒 東経130度46分29.8秒 / 北緯32.446167度 東経130.774944度）

- 五木西小
体育館
- 五木西小
創立100周年記念碑
- 五木西小
閉校記念碑

- 端海野分校
校舎
- 端海野分校
校門門柱
- 端海野分校
閉校記念碑

## 交通アクセス
最寄りのバス停留所
- 九州産交バス 五木村中心部の「頭地」停留所より北側、北西側にはバス路線はない。

最寄りの幹線道路
- 熊本県道25号宮原五木線

## 周辺
- NTT西日本 小鶴電話交換所
- 白滝阿蘇神社
- 白滝公園
- 白滝鍾乳洞
- 五木小川
- 飯干川